# Randy Spears
Randy Spears, född 18 juni 1961 i Kankakee, Illinois, är en amerikansk porrskådespelare.
Han har medverkat i över 1300 titlar och spelat mot bland andra Ashley Blue, Layla Rivera, Ashlyn Gere, Asia Carrera och Aurora Snow. 
Han har också själv regisserat drygt 30 filmer.